# لورانس جيلمان
لورانس جيلمان (بالإنجليزية: Lawrence Gilman)‏ هو ناقد موسيقي وصحفي أمريكي، ولد في 5 يوليو 1878 في فلاشينغ ‏ في الولايات المتحدة، وتوفي في 8 سبتمبر 1939.